# Karol Bobko
Karol Bobko (New York, 23 dicembre 1937 – Half Moon Bay, 17 agosto 2023) è stato un astronauta e ingegnere statunitense di origine polacca.

## Istruzione
Dopo il diploma di istruzione secondaria alla Brooklyn Technical High School di New York, nel 1959 conseguì il bachelor in ingegneria aerospaziale presso l'accademia dell'aeronautica militare americana – United States Air Force Academy – seguito nel 1970 dal Master nello stesso campo, titolo conseguito presso la University of Southern California.

## Esperienze militari e di volo
Bobko, colonnello dell'U.S. Air Force, concluse l'accademia dell'aeronautica militare americana quale membro di prima classe. In seguito al suo tirocinio, nonché addestramento da navigatore di volo, iniziò l'addestramento da pilota presso la Bartow Air Base in Florida, nonché la Vance Air Force Base in Oklahoma. Concluse tale addestramento raggiungendo l'abilitazione da pilota (le sue wings) nel 1960.
Negli anni dal 1961 al 1965 ha pilotato aerei del tipo F-100 ed F-105 in carica al 523º squadrone di volo tattico (523rd Tactical Fighter Squadron) stazionato alla Cannon Air Force Base in Nuovo Messico, e al 336º omonimo squadrone (336th Tactical Fighter Squadron) stazionato presso la Seymore Johnson Air Force Base in Carolina del Nord. Successivamente ha frequentato l'apposito istituto d'istruzione di piloti di ricerca dell'aeronautica militare americana, la famosa Aerospace Research Pilots School dell'Edwards Air Force Base in California. Nel 1966 venne scelto dall'aeronautica militare americana – U.S. Air Force – come astronauta del secondo gruppo per il programma del Manned Orbiting Laboratory fra l'altro mai realizzato nella forma prevista.
Ha raggiunto oltre 6600 ore di volo su aerei del tipo North American F-100 Super Sabre, Lockheed F-104 Starfighter, Republic F-105 Thunderchief, Lockheed T-33 Shooting Star, Northrop T-38 Talon ed ulteriori velivoli.

## Esperienze alla NASA
Il programma MOL venne sospeso e cancellato definitivamente nel 1969 e Bobko fu uno dei sette astronauti del programma che a settembre di quell'anno passarono alla NASA in quanto di età inferiore ai 35 anni – requisito indispensabile richiesto dalla NASA. Bisogna evidenziare la nota interessante, che il secondo gruppo passò in blocco alla NASA, mentre sia per il primo che per il terzo gruppo scelto, solo un pilota poté sperare in un successivo volo nello spazio. Bobko fece parte dell'equipaggio per una simulazione di missione chiamata Skylab Medical Experiments Altitude Test (SMETA). Si trattò di una simulazione di volo, della durata di 56 giorni, eseguita a terra per abilitare gli equipaggi della stazione spaziale Skylab a eseguire esperimenti medici ed ulteriori operazioni e procedure, al fine di ottenere risultati paragonabili e valutabili durante le successive tre missioni equipaggiate effettivamente lanciate nello spazio. La simulazione si concluse con pieno successo.
Bobko fece parte dell'equipaggio di supporto per il programma test Apollo-Sojuz (ASTP). Tale missione storica, la prima a livello internazionale di volo umano nello spazio si concluse con successo a luglio del 1975. Successivamente fu membro dell'equipaggio di supporto per i test di rientro ed atterraggio dello Space Shuttle (il famoso programma Space Shuttle Approach and Landing Tests) condotti presso la Edwards Air Force Base. Ha partecipato a tale programma alternando il ruolo di Capcom con il ruolo di primo pilota degli aerei caccia (cioè che accompagnarono l'orbiter) durante questi test, comunemente chiamati voli ALT (dalla sigla del programma in americano).
In preparazione del primo volo dello Space Shuttle Columbia (la missione STS-1) il colonnello Bobko fece parte del gruppo di collaudo e di controllo del Kennedy Space Center assumendo il ruolo di primo responsabile degli astronauti facenti parte dello stesso.
Bobko è veterano di tre voli nello spazio, raggiungendo 386 ore di volo in orbita. Fu infatti pilota della missione STS-6 (svoltasi dal 4 aprile al 9 aprile 1983), nonché comandante delle missioni STS-51-D (svoltasi dal 12 aprile al 19 aprile 1985) ed STS-51-J (svoltasi dal 3 ottobre al 7 ottobre 1985).

## Voli nello spazio
Bobko fu pilota della missione STS-6, lanciata dal Kennedy Space Center in Florida il 4 aprile 1983. Si trattò del primo volo dell'orbiter Challenger e l'equipaggio posizionò con successo un grande satellite artificiale di comunicazione (TDRS) nonché lo stadio del congegno propulsore razzo (IUS) necessario per lanciare il satellite in un'orbita geostazionaria. L'equipaggio del STS-6 svolse pure la prima attività extraveicolare (EVA) di tutti i voli dello Shuttle ed in aggiunta concluse numerosi esperimenti su materiali e di raccolta dati. Venne eseguita inoltre l'attivazione di tre Getaway Specials, cioè gli appositi contenitori posizionati nella baia di carico dello Shuttle per l'esecuzione di diversi esperimenti scientifici nell'avverse condizioni dello spazio. Il 9 aprile 1983, dopo 120 ore di volo nello spazio, la missione STS-6 si concluse sulla pista di atterraggio dell'Edwards Air Force Base in California.
La seconda missione nello spazio fu il comando della missione STS-51D lanciata dal Kennedy Space Center il 12 aprile 1985. La missione venne eseguita per posizionare due satelliti artificiali di comunicazione, svolgere operazioni di elettroforesi ed ecocardiografia in aggiunta ad ulteriori esperimenti, in parte programmati da studenti americani. A causa di un malfunzionamento di uno dei due satelliti di comunicazione, si decise di prolungare la durata della missione di ulteriori due giorni onde consentire all'equipaggio il tentativo della riparazione del difetto mediante dell'attività extraveicolare da svolgere in aggiunta agli originari piani di volo. In tale circostanza fu ovviamente necessario l'esecuzione di una manovra rendezvous e la manovra del braccio per lo spostamento di carichi trasportati con lo Shuttle, il famoso remote manipulator arm. Il 19 aprile 1985, dopo 168 ore di volo nello spazio, la missione dello Space Shuttle Discovery si concluse sulla pista di atterraggio numero 33 del Kennedy Space Center. In tale circostanza intervenne un malfunzionamento del sistema di frenatura dello Shuttle nonché lo scoppio di uno pneumatico. Il tutto non causò comunque particolari problemi per la sicurezza dell'atterraggio. La NASA reagì comunque in maniera tale che fino alla modifica del sistema di pilotaggio, cioè mediante la manovra della ruota di prua, tutti gli atterraggi successivi vennero programmati nuovamente per l'Edwards Air Force Base.
L'ultimo volo nello spazio del colonnello Bobko fu il comando della missione STS-51J, la seconda missione dello Shuttle eseguita per il ministero della difesa americana. Si trattò del primo volo dello Space Shuttle Atlantis lanciato dal Kennedy Space Center il 3 ottobre 1985.
Gli obiettivi della missione sono coperti da segreto ma poi si scoprì che il carico della missione era il dispiegamento di due satelliti militari (DSCS-III). Il 7 ottobre 1985, dopo 98 ore di volo nello spazio, la missione dell'Atlantis si concluse sulla pista di atterraggio del lago salato dell'Edwards Air Force Base.

## Esperienze dopo la NASA
Nel 1988, Bobko si ritirò dalla NASA e dall'Air Force per passare alla società Booz Allen & Hamilton Inc. di Houston in Texas. Presso tale ditta fu direttore del reparto che si occupa delle necessità di supporto per voli umani nello spazio. Rientrarono pertanto nella sua area di competenza la simulazione di volo, le necessità sia per sistemi di ingegneria dell'hardware e del software, il controllo e collaudo dei velivoli spaziali, lo sviluppo e le integrazioni di programma per la realizzazione di stazioni spaziali.
Nel 2000, Bobko passò alla SPACEHAB, Inc. sempre di Houston in Texas dove attualmente svolge l'incarico di vicepresidente per i programmi strategici. In tale funzione dirige un'organizzazione che sviluppa dei concetti, programmi e processi nonché hardware per future applicazioni da usare in voli nello spazio.
Bobko è pluridecorato di onorificenze nazionali ed internazionali sia nel campo militare che in campo civile.